# Vegetoterapia carattero-analitica
La vegetoterapia carattero-analitica è una tecnica psicoterapeutica il cui promotore fu lo psichiatra e psicoanalista austriaco Wilhelm Reich. Questa tecnica è definita vegetoterapia poiché vorrebbe incidere sul sistema vegetativo autonomo. È definita carattero-analitica poiché studia la possibile sede muscolare di un disturbo psichico.

## L'analisi del carattere
Intorno agli anni venti Reich assunse la direzione del Seminario della tecnica analitica all'interno del Poliambulatorio di Psicoanalisi di Vienna. La sua attività di coordinamento evidenziò alcune carenze metodologiche in campo clinico. In particolare egli si occupò della cosiddetta reazione terapeutica negativa ovvero della mancata conclusione del training psicoanalitico.
Nel tentativo di superare questa difficoltà iniziò un'eleborazione del transfert negativo latente. Anziché concentrare la propria attenzione su ciò che il paziente diceva e faceva all'interno del setting analitico, iniziò ad osservare il linguaggio del suo corpo: postura, gestualità, mimica, ecc. Egli formulò una prima teoria inerente al carattere nel tentativo di ricreare quella che egli stesso definì unità biopsichica dell'uomo ovvero un tentativo di integrare la psicoanalisi e la medicina. Questa prima formulazione prese il nome di analisi del carattere.
L'analisi del carattere (o analisi del temperamento) consisteva nell'evidenziare alcuni tratti caratteriali tipici di alcune patologie e classificare queste ultime attraverso il riscontro di tali tratti.
Sono tratti della corazza caratteriale: la peste psichica, diligenza, sincerità, senso dell'igiene.

## Dall'analisi del carattere alla vegetoterapia carattero-analitica
A partire dagli anni trenta iniziò ad integrare l'analisi del carattere con quella che egli stesso definì vegetoterapia carattero-analitica. Quest'ultima era una nuova metodologia che si riferiva ai sistemi che interagivano fra di sé nell'uomo per l'espressione della vita emotiva, affettiva e istintiva:
- il sistema neurovegetativo
- il sistema muscolare
- il sistema neuroendocrino

Questi sistemi di base, interagenti tra di sé, sono percorsi dalla libido che per Reich – a differenza di Freud – non è più una pulsione psichica di origine esclusivamente sessuale, ma un'energia biologica misurabile. Rifacendosi alle ricerche di Franz Kraus sulla convertibilità dell'energia bioelettrica Reich intraprese una serie di studi che tentarono di collocare il concetto psichico di libido freudiana in un quadro anatomo-funzionale. L'energia che egli individuò fu definita da lui stesso energia vitale o energia orgonica.
L'orgasmo – termine che fuso con organismo dette vita al neologismo orgonico – è la funzione attraverso la quale si realizza il flusso dell'energia vitale nell'organismo secondo il meccanismo di pulsazione che Reich scandì in quattro fasi:
- tensione meccanica
- carica
- scarica
- distensione meccanica

Reich rilevò che tale modalità, oltreché estrinsecarsi nella funzione dell'orgasmo sessuale, era a suo dire riscontrabile in tutte le funzioni vegetative degli esseri viventi: cuore, intestino, etc.

## La teoria dei sette anelli
Secondo Reich, all'impossibilità di avere un orgasmo, corrispondeva una certa quantità di energia vitale (libido) che rimaneva imprigionata tra il sistema neurovegetativo (simpatico e vagale) e il sistema muscolare. Quest'ultimo in particolare andava costituendosi a corazza tra il sistema vegetativo plasmatico e il mondo esterno. Reich definì corazza o armatura muscolare l'ipertono muscolare dovuto ad una stasi di energia vitale.
La corazza muscolare si disporrebbe su vari segmenti (o livelli) corporei. Ogni segmento funziona in maniera circolare, come un anello, ed è rappresentativo di diverse fasi evolutive. Ogni anello corrisponde ad un livello. Reich ne individuò sette:
1. occhi-orecchie e naso
2. bocca
3. collo
4. torace e braccia
5. diaframma
6. addome
7. pelvi e gambe

e li definì come: l'insieme di quegli organi e quei gruppi di muscoli che sono in contatto funzionale tra loro, che sono capaci di indursi reciprocamente a compiere un moto espressivo-emozionale.
Il primo segmento, definito anche oculare, considera i muscoli del cuoio capelluto, della fronte, dell'orecchio, dell'occhio e del naso. Il secondo segmento, definito anche orale, considera i muscoli della bocca. Il terzo segmento, definito anche cervicale, considera i muscoli del collo, la lingua, la faringe e la laringe. Il quarto segmento, definito anche toracico, considera i muscoli del torace, gli organi in esso contenuti e i muscoli degli arti superiori. Il quinto segmento, definito anche diaframmatico, considera il diaframma. Il sesto segmento, definito anche addominale, considera i muscoli dell'addome. Il settimo segmento, definito anche pelvico, considera i muscoli delle pelvi, quelli degli arti inferiori e gli organi viscerali contenuti nel bacino.
I punti di tensione si trovano nelle articolazioni – quelli più importanti – e nei muscoli. Essi si formano a partire dalla gravidanza fino ai cinque anni di età.  Durante il periodo dell'adolescenza e dell'età adulta, Reich ipotizza che l'ambiente determini disagio e nevrosi, che non vanno a creare nuovi punti di tensione, ma normalmente accrescono e rafforzano quelli già esistenti. Nella formazione e crescita dei punti di tensione, la teoria non ipotizza alcuna predisposizione genetica.
L'attività fisica e la crescita del tono muscolare complicano la situazione per le tensioni a livello muscolare (non per le articoalzioni, dove non vi sono punti di contatto), che vengono "coperte" e finiscono più in profondità, in punti più difficili da raggiungere.

## Gli acting della vegetoterapia
Secondo Reich era possibile lavorare sul corpo attraverso particolari esercizi fisici. L'intento era di far rivivere al paziente vissuti ed emozioni che potevano trovare in uno dei sette anelli il loro riferimento anatomo-funzionale. Gli esercizi sono chiamati acting e vengono somministrati dall'analista secondo un preciso ordine che ripercorre lo sviluppo naturale dell'uomo ovvero in senso cranio-caudale (dall'alto verso il basso). La sistematizzazione della metodologia, che pone particolare attenzione agli aspetti neurovegetativi, si deve a Federico Navarro che ne ricevette incarico dall'allievo di Reich, Ola Raknes.
Ogni acting ha una durata variabile tra i quindici e i venticinque minuti, durata media del sonno REM. Alla fine di ogni esercizio il paziente riferisce verbalmente all'analista le sensazioni (immagini, pernsieri, ricordi, emozioni, etc.) provate. L'analista, comparando quanto riportato verbalmente da paziente con la propria osservazione clinica, definisce l'esercizio da somministrare successivamente.
Ogni acting tende a far ripercorrere al paziente l'esperienza del suo sviluppo psicoaffettivo attraverso il far emergere sensazioni ed emozioni che, tendendo all'eutono muscolare, riequilibrano il sistema neuroendocrino e quello neurovegetativo.
Il training vegetoterapico – con la somministrazione dei vari acting – ha lo scopo di eliminare il sintomo (sia esso somatico o psichico) non attraverso la sua soppressione, ma attraverso l'eliminazione della stasi energetica che l'ha determinato. Ciò avviene attraverso:
- ripristino dell'eutonia muscolare
- ripristino dei recettori sensoriali
- ripristino del corretto funzionamento del sistema neurovegetativo
- ripristino dell'euorgonia

La sua stessa metodologia fa sì che l'analista non debba effettuare interpretazioni verbali in quanto il cambiamento avviene grazie alla pratica dell'esercizio. L'utilizzo del cosiddetto materiale analitico avviene pertanto in chiave analogica.
Ogni acting è rispettoso del processo difensivo dell'Io del paziente secondo la logica che la corazza è comunque il tentativo dell'Io di preservare la propria individualità e va dunque considerata come un meccanismo di adattamento.